# Natalia de Andrés
Natalia de Andrés del Pozo, née en 1968 à Rüsselsheim am Main, est une femme politique espagnole, membre du Parti socialiste ouvrier espagnol (PSOE). Elle est maire d'Alcorcón entre 2019 et 2023.

## Famille et enfance
Natalia de Andrés del Pozo naît à Rüsselsheim am Main en 1968. Ses parents avaient émigré quelques années plus tôt en Allemagne de l'Ouest. Quand elle est âgée de quatre mois, ils reviennent et s'installent à Alcorcón.

## Engagement politique

### Conseillère municipale d'Alcorcón
Engagée à 15 ans au sein des Jeunesses communistes, Natalia de Andrés se présente aux élections municipales du 28 mai 1995 à Alcorcón, sur la liste du Parti socialiste ouvrier espagnol (PSOE). Pendant les quatre années qui suivent, elle est directrice de la Jeunesse de la commune.
Aux élections municipales du 10 juin 1999, elle est élue conseillère municipale. À la suite des élections municipales du 25 mai 2003, elle est désignée deuxième adjointe au maire, déléguée aux Services sociaux, présidente du conseil municipal, et porte-parole du groupe socialiste. Elle prend la délégation de l'Urbanisme, des Travaux publics et de l'Environnement après les élections municipales du 27 mai 2007.

### Élue d'opposition
Pour les élections municipales du 22 mai 2011, Natalia de Andrés occupe la deuxième place sur la liste du PSOE. La victoire du Parti populaire (PP) amène à une alternance au profit de son candidat, David Pérez García (es). Le maire sortant, Enrique Cascallana (es), renonce à siéger dans l'opposition et promeut Natalia de Andrés porte-parole du groupe des élus socialistes, donc cheffe de file de l'opposition.
Elle est élue, le 22 avril 2012, secrétaire générale de la section socialiste d'Alcorcón avec près de 75 % des voix. Elle se présente, deux ans plus tard, aux primaires internes pour désigner la tête de liste pour les élections municipales du 24 mai 2015. Elle l'emporte par 284 voix, contre 227 à sa concurrente, Candelaria Testa. À la suite du scrutin de 2015, elle échoue à reprendre la mairie : lors de la séance d'installation du conseil municipal, le 13 juin, elle reçoit 13 voix sur 27, bénéficiant de l'appui de Ganar Alcorcón et d'Izquierda Unida, soit un vote de moins que la majorité absolue requise.

### Maire d'Alcorcón
Aux élections municipales du 26 mai 2019, la liste du PSOE, conduite par Natalia de Andrés, remporte la majorité relative avec 29,45 % des voix et 9 conseillers municipaux sur 27. Obtenant de nouveau le soutien de Ganar Alcorcón, elle est élue maire d'Alcorcón lors de la première séance du conseil municipal, le 15 juin 2019. Elle est alors la première femme à diriger cette municipalité. Dans le cadre de cette entente, le chef de file de Ganar Alcorcón, Jesús Santos, devient deuxième adjoint à la maire.
Elle est condamnée par le tribunal de commerce, le 25 janvier 2022, à cinq ans d'interdiction de diriger une entreprise, après avoir été jugée coupable de mauvaise gestion ayant conduit, plus de dix ans auparavant, à la faillite d'Emgiasa, l'office public de l'habitat d'Alcorcón, dont elle était une des administratrices. Une semaine plus tard, le secrétaire général du Parti socialiste ouvrier espagnol de la communauté de Madrid (PSOE-M), Juan Lobato, indique qu'en cas de condamnation définitive, elle sera expulsée du parti.
Elle annonce, le 19 septembre suivant, qu'elle sera candidate aux élections municipales du 28 mai 2023, après avoir reçu le soutien unanime de la commission exécutive de la section municipale du PSOE. Elle renonce finalement, au début du mois de décembre, évoquant « une décision purement personnelle » après 24 années de mandat électif. Trois semaines plus tard, le PSOE choisit comme cheffe de file Candelaria Testa, conseillère déléguée aux Finances, avec le soutien de Natalia de Andrés.